# 果梨
果梨（かりん、1985年3月16日 - ）は、日本の元グラビアアイドル、元AV女優。

## 略歴
東京都出身。
2003年9月に写真集『SUICUP』でデビューし、ほどなくして着エロに転向。
2006年春、突如ヘアヌードを披露。
2006年9月、S1レーベルから『現役アイドル ギリギリモザイク』でアダルトビデオデビュー。
2007年11月、ダスッ!に移籍。
2007年12月、引退。

## 作品

### 写真集
- SUICUP（2003年9月18日、ぶんか社、撮影：小塚毅之）ISBN 482112565X
- メロンプリン（2004年5月28日、ぶんか社、撮影：小宮山隆）ISBN 4821126109
- all nude（2006年5月22日、ジーオーティー、撮影：野澤亘伸）ISBN 4860844955

### イメージビデオ
- メロンプリン（2004年5月28日、ぶんか社）ISBN 4821130270
- 純生フルーツ（2004年11月26日、ぶんか社）ISBN 4821130556
- みるくプリン（2005年3月25日、ぶんか社）ISBN 4821130823
- R果汁（2005年6月24日、ぶんか社）ISBN 4821130955
- new-梨〜にゅうりん〜（2006年2月22日、ジーオーティー）ISBN 4860844629
- all nude（2006年5月22日、ジーオーティー）ISBN 4860845080 ※ヘアヌード作品

### アダルトビデオ
- ナンバーワンスタイル×ギリギリモザイク 現役アイドル ギリギリモザイク（2006年9月7日、S1）
- ナンバーワンスタイル×ギリギリモザイク 6つのコスチュームでパコパコ!（2006年10月19日、S1）
- ナンバーワンスタイル×ギリギリモザイク SEX ON THE BEACH〜南の島でパコパコ!（2006年11月7日、S1）
- ナンバーワンスタイル×ギリギリモザイク 果梨のセックスじっくり見せてあげる（2006年12月7日、S1）
- ナンバーワンスタイル×ギリギリモザイク 果梨とのパコパコ新婚生活（2007年1月19日、S1）
- ナンバーワンスタイル×ギリギリモザイク 激烈ピストン 8（2007年2月19日、S1）
- ナンバーワンスタイル×ギリギリモザイク ネットリ濃厚（2007年3月19日、S1）
- ナンバーワンスタイル×ギリギリモザイク 妄想的特殊浴場 本指名（2007年4月19日、S1）
- ハイパーギリギリモザイク 特殊浴場TSUBAKI 貸切入浴料1億円（2007年5月3日、S1）…共演:蒼井そら、麻美ゆま、吉沢明歩、穂花、小川あさ美、片瀬まこ、伊沢千夏、西野翔、遥めぐみ、美優千奈、MO☆MO 　※AV OPEN 2007エントリー作品
- ナンバーワンスタイル×ギリギリモザイク 淫らな肉体4（2007年5月19日、S1）
- ナンバーワンスタイル×ギリギリモザイク 絶頂！イキまくり潮吹きFUCK（2007年6月7日、S1）
- ナンバーワンスタイル×ギリギリモザイク 絶叫！ビッグマグナムFUCK（2007年7月19日、S1）
- ナンバーワンスタイル×ギリギリモザイク バコバコ乱交37（2007年8月7日、S1）
- まるごと4時間×ハイパー×ギリギリモザイク ハイパーギリギリモザイク 僕だけのボイン保育園（2007年10月19日、S1）
- 果梨はグラビアアイドル兼巨大乳房家畜（2007年11月25日、ダスッ!）
- ハイパー×ギリギリモザイク 特殊浴場TSUBAKI8時間（2007年12月7日、S1）…共演:蒼井そら、麻美ゆま、伊沢千夏、小川あさ美、片瀬まこ、西野翔、遥めぐみ、穂花、美優千奈 、MO☆MO、吉沢明歩
- 果梨を引退に追い込んだレイプ（2007年12月25日、ダスッ!）（この作品で実際に引退）